# Pierre Falize
Pierre Falize est un homme politique belge né à Schaerbeek le 13 mai 1927 et mort à Braine-l'Alleud le 12 juillet 1980.

## Biographie
Il est licencié en Pharmacie (ULB, 1949); chercheur en chimie pharmaceutique organique (ULB,1951-1953);pharmacien en chef à la clinique César de Paepe (1954-1958); chargé de mission au Cabinet de la Santé publique (1954-1958); directeur des services de soins médicaux et pharmaceutiques à l'Œuvre nationale des Invalides de Guerre (ONIG); directeur général-adjoint des Laboratoires Sanders S.A. (1961-1965); secrétaire général de l' Union nationale des Mutualités socialistes (1966); vice-président du Conseil supérieur de la Pharmacie et membre du Conseil technique des spécialités pharmaceutiques à l'INAMI; chef de Cabinet du ministre Edmond Leburton à la Prévoyance sociale (1961-1965), puis à la coordination de la politique d'infrastructure (1965-1966). Co-auteur avec Jérôme Dejardin de la loi de 1963 sur la Sécurité sociale, par laquelle l'État intervient dans l’assurance maladie-invalidité.

## Carrière politique
- Conseiller communal de Braine-le-Château (1965-1977)
- Bourgmestre (1971-1976)
- Sénateur coopté (1971-1974)
- Ministre de la Culture française (1973-1974)
- Sénateur (1974-1977)
- Membre du Conseil régional wallon provisoire (1974-1977)
- Sénateur provincial de la Province du Brabant (1977)
- Gouverneur de la Province de Namur (1977-1980)

## Œuvres
- Le droit à la santé et de nombreux articles sur la législation pharmaceutique.